# Xerochlora voluntaria
Xerochlora voluntaria är en fjärilsart som beskrevs av Richard F. Pearsall 1906. Xerochlora voluntaria ingår i släktet Xerochlora och familjen mätare. Inga underarter finns listade i Catalogue of Life.